# Finnforsån
Finnforsån är ett vattendrag i Skellefteå kommun, norra Västerbotten. Det har en längd på omkring 30 kilometer och rinner upp i Finnforsträsket omkring 30 kilometer väster om Skellefteå och strömmar först åt ostsydost genom en bördig dalgång ner mot Skråmträsk. Därefter går färden åt nordost mot mynningen i Skellefteälven nära Klutmark, omkring 13 kilometer väster om stan.